# Maxwell Montes
Maxwell Montes (pol. Góry Maxwella) – masyw górski na Wenus, na wyżynie Ishtar Terra. Jego najwyższy szczyt sięga co najmniej 11 km ponad średnią wysokość powierzchni planety, cały masyw ma średnicę 797 km.
Masyw ma współrzędne planetograficzne ♀ 65,2°N 3,3°E/65,200000 3,300000. Góry urywają się od zachodu, na granicy równiny Lakshmi Planum, wznosząc się 6,4 km ponad jej poziom; od wschodu opadają mniej gwałtownie ku Fortuna Tessera. Topografia tego regionu i samych Maxwell Montes wskazuje, że powstały w reżimie kompresyjnym, czyli na skutek działania sił ściskających. W obrębie masywu wyróżnia się duży krater uderzeniowy o nazwie Cleopatra; brak deformacji wskazuje, że jest on młodszy, niż same góry.
Nazwa masywu upamiętnia szkockiego fizyka, Jamesa Clerka Maxwella.